# Yvonne Vieslet
Yvonne Vieslet, est née à Monceau-sur-Sambre, le 8 juin 1908 et fut tuée par un soldat allemand le 12 octobre 1918 à Marchienne-au-Pont.

## Histoire
De l’événement, plusieurs versions existent. L’émotion provoquée par la mort violente de l'enfant a peut-être modifié la description du déroulement et la réalité des événements, multipliant les détails, précisions et références à connotations philosophiques ou nationalistes.
En octobre 1918, les Allemands, en pleine débâcle, avaient transformé le Cercle Saint-Édouard à Marchienne-au-Pont en camp de transit de fortune. Yvonne Vieslet apprend qu'un groupe de prisonniers français vient d'y être transféré. Les prisonniers étaient dans un état déplorable et étaient affamés. Le samedi 12 octobre 1918, à la sortie de l'école, Yvonne Vieslet insiste auprès de sa mère pour pouvoir aller voir ces prisonniers.  À la demande des religieuses, les enfants tendent aux prisonniers au travers de la grille le morceau de pain reçu le matin même à l'école. Une sentinelle allemande apercevant la scène fait feu en direction du groupe sans prendre la peine d'épauler son arme, un mauser, et blesse mortellement la gamine qui s'effondre aux pieds de sa mère. Trois personnes qui se trouvaient derrière l'enfant sont également blessées. Yvonne est admise à l'hôpital civil de Marchienne où elle meurt le lendemain à onze heures,. Ses obsèques se déroulèrent le 16 octobre 1918, elle est inhumée, après une émouvante cérémonie, au cimetière de Monceau-sur-Sambre.
Dans un ouvrage publié en 1984, la relation par un témoin direct donne une version différente des faits qui se sont déroulés le 12 octobre 1918.
Ce jour-là, Georges Bultielle, alors âgé de 11 ans, passe devant la cour de l'école avant de rentrer chez lui. Il se trouve au premier rang avec quelques autres enfants et des ouvriers de l'usine Auto-Métallurgique. De l'autre côté de la rue se tenaient quelques adultes. Au total, une quinzaine de personnes rassemblées par petits groupes.
La plupart des prisonniers français étaient rassemblés derrière le bâtiment central de l'école, invisibles de la rue. Le groupe de prisonniers qui se trouvait dans la cour avant était maintenu à distance de la grille, à une trentaine de mètres de la rue, avec entre la grille et le groupe, une sentinelle allemande. Impossible donc de tendre quoi que ce soit de la main à la main au travers de la grille aux prisonniers. 

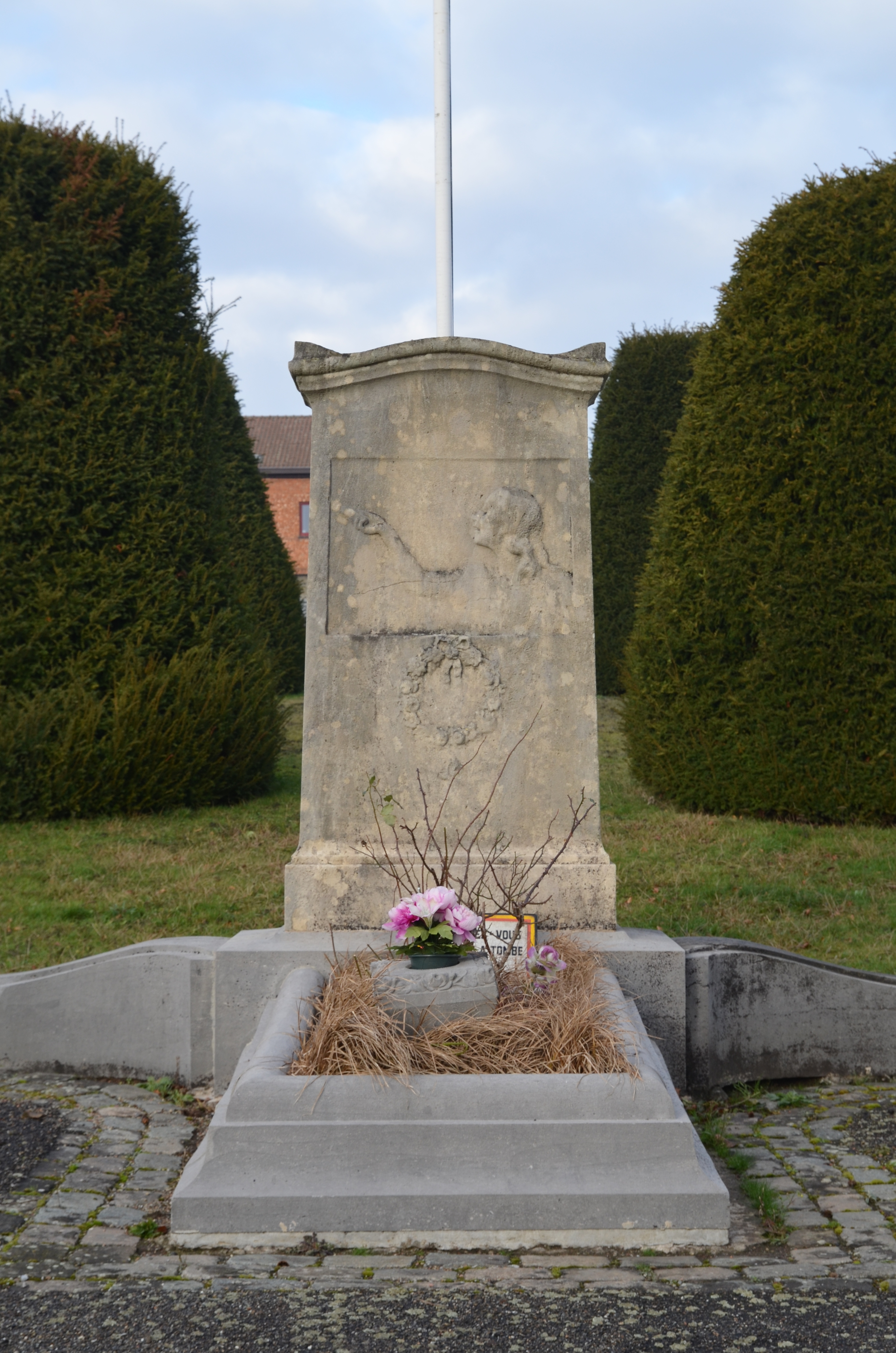
La tombe d'Yvonne Vieslet devant le carré d'honneur du cimetière de Monceau-sur-Sambre, ornée d'une sculpture due à Léon Van den Houten.

À un certain moment, une personne lance, depuis la rue et par-dessus de la grille, une miche de pain vers les prisonniers. Le jet n'est pas assez fort et le morceau tombe entre le soldat allemand et les Français. Un des prisonniers s'avance pour ramasser le morceau de pain. La sentinelle allemande s'approche et lui décoche un coup de pied qui fait tomber le Français.
Outré par ce geste, les personnes se trouvant à l'extérieur invectivent et insultent le soldat, si bien que celui-ci finit par tirer un coup de feu à l'aveuglette vers la grille d'enceinte.
Une petite fille qui se trouve à la gauche de Georges Bultielle, reçoit la balle dans le ventre. Elle écarte les bras et son bras droit frappe la poitrine du jeune garçon. La balle traverse ensuite la cuisse d'un homme situé derrière eux qui s'écroule.
Tout de suite après l'unique coup de feu, des officiers allemands sont sortis du bâtiment et la sentinelle a été remplacée et emmenée entre deux soldats.
L'Abbé Michel Brachot, en fonction à Monceau-sur-Sambre en 1981, raconte également qu'une de ses paroissiennes décédée témoignait que jamais Yvonne Vieslet n'avait voulu donner son pain et qu'elle a été tuée par hasard. Berthe Goswin, habitant la localité, a obtenu de son père, présent parmi les badauds le jour du drame, une relation des faits semblable à celle de Bultielle : « la sentinelle allemande, énervée, a tiré à l'aveuglette en direction de la rue et a atteint Yvonne Vieslet par hasard ».
Une personne apparentée à la mère d'Yvonne explique la présence d'Yvonne et de sa mère à Marchienne-au-Pont, alors qu'elles habitaient à Monceau-sur-Sambre, par le fait que la mère allait souvent attendre son époux à la sortie de l'usine.
Selon ces témoignages, Yvonne Vieslet n'est rien de plus, mais rien de moins, que la victime innocente d'un acte de guerre inexcusable.

## Reconnaissances
- En 1919, une stèle commémorative est apposée sur le mur de l'école que fréquentait Yvonne à Marchienne-au-Pont[2].
- Le 11 septembre 1919, elle est décorée à titre posthume de la médaille de la Reconnaissance française en argent par le président de la république française, Raymond Poincaré[7].
- Le 1er juillet 1928, un monument, œuvre d'Hector Brognon, est érigé rue de Châtelet, à l'endroit même des faits. Lors de son inauguration, le général Lacapelle lui décerne à titre posthume et au nom de la France reconnaissante, la Croix de guerre qu'il remet à sa sœur, Simone[b]. Il prononce un discours poignant évoquant la destinée de la petite enfant martyre. Cette cérémonie se déroule en présence de Marie-José de Belgique qui la décore à titre posthume de l'Ordre de Léopold avant de se rendre sur la tombe d'Yvonne au cimetière de Monceau-sur-Sambre[8]. Le monument sera détruit par les Allemands aidés de collaborateurs rexistes en 1940[9]. Les débris seront évacués à la décharge publique de la ville de Charleroi. Durant toutes les années de guerre, le 12 octobre, les habitants vinrent cependant fleurir l'emplacement où Yvonne tomba. En 1946, le monument restauré est réédifié et reprend sa place[10].
- En 1956, la Fédération nationale des combattants[2] de la section de Marchienne[10] lui fait ériger une statue en bronze réalisée par le sculpteur Ernest Patris, rue Ferrer à Monceau-sur-Sambre. La statue est dérobée en 2007 et remplacée par une réplique en résine réalisée par Fabrice Ortigni en 2010[9].
- L'Athénée Royal de Marchienne-au-Pont porte son nom ainsi qu'une crèche et un foyer pour jeunes filles, à Bruxelles: la maison Yvonne Vieslet[11].
- Une rue porte son nom à Monceau-sur-Sambre[10] et une autre à Marchienne-au-Pont jusqu'en 2018.

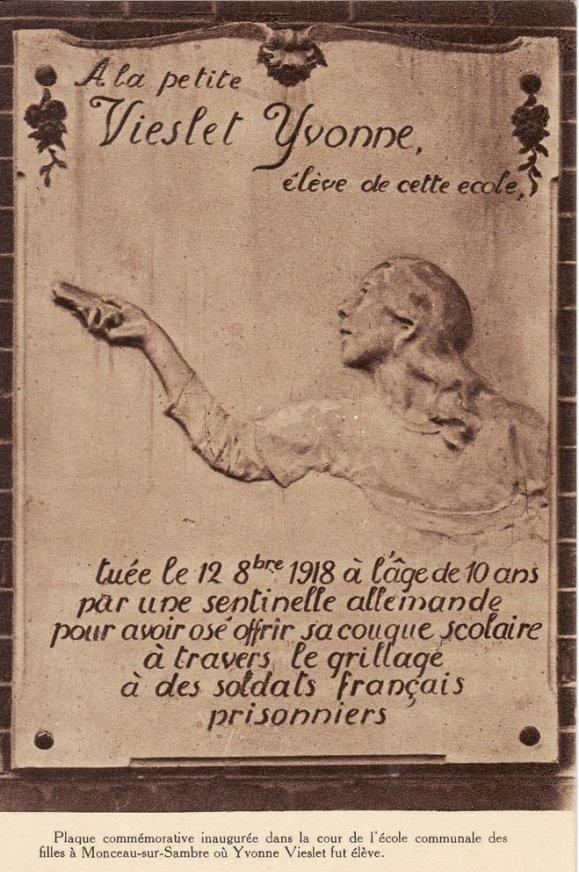
Stèle commémorative apposée en 1919 dans la cour de l'école que fréquentait Yvonne à Monceau-sur-Sambre.
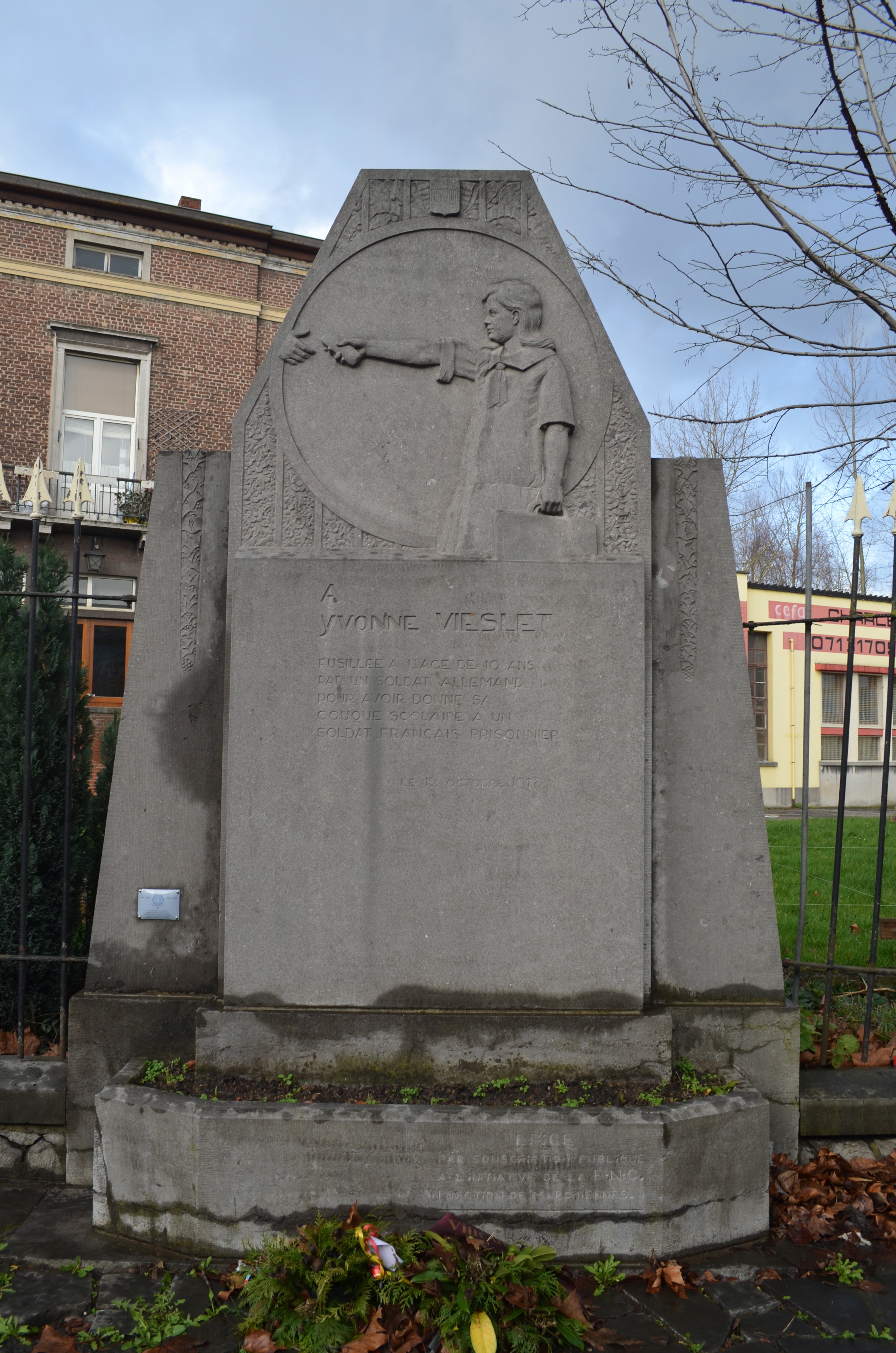
Monument érigé à Marchienne-au-Pont, à l'emplacement où l'enfant fut touché par la balle tirée par un soldat allemand.
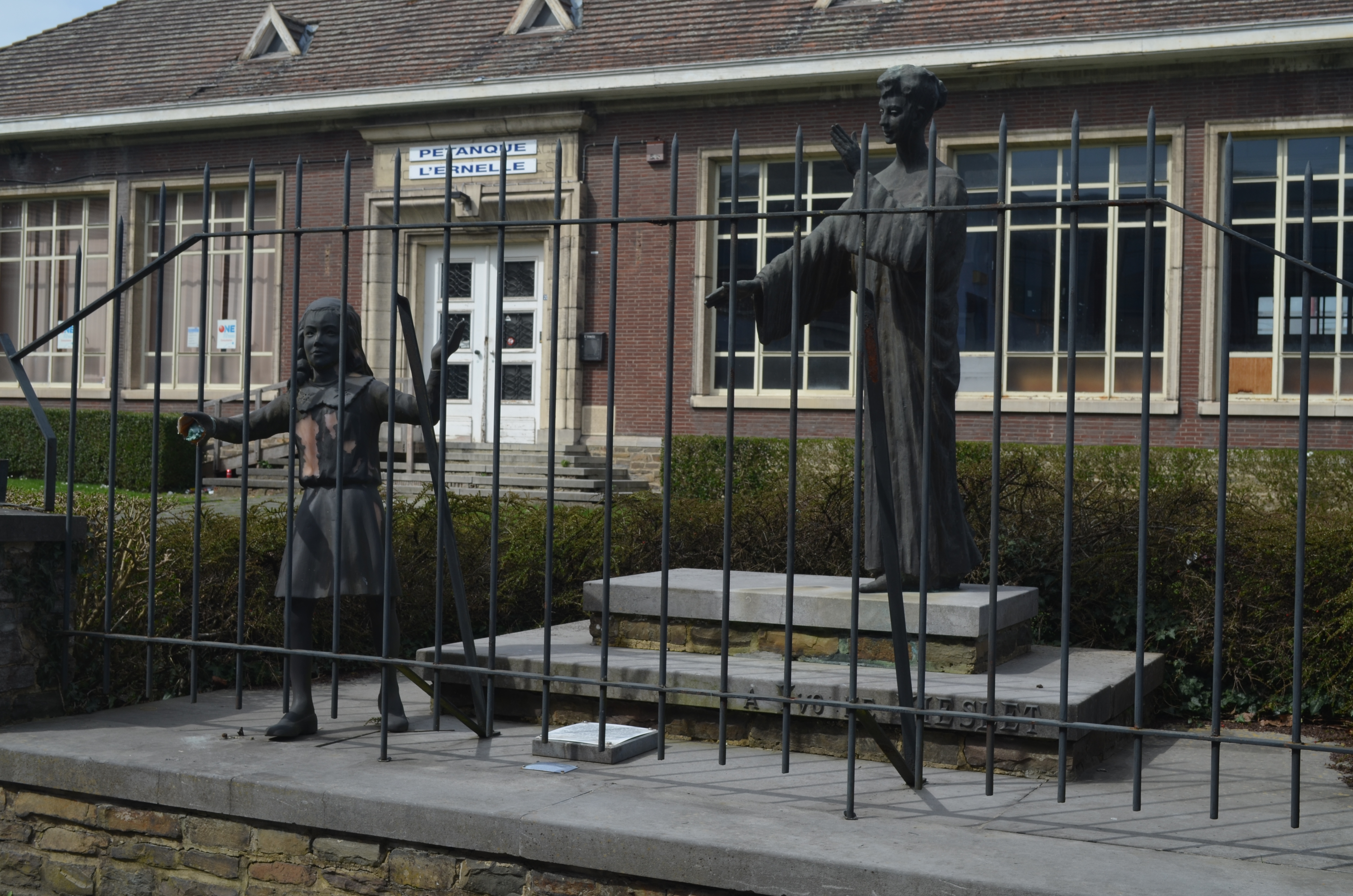
Monument érigé à Monceau-sur-Sambre, à l'entrée de l'école fréquentée par Yvonne Vieslet.
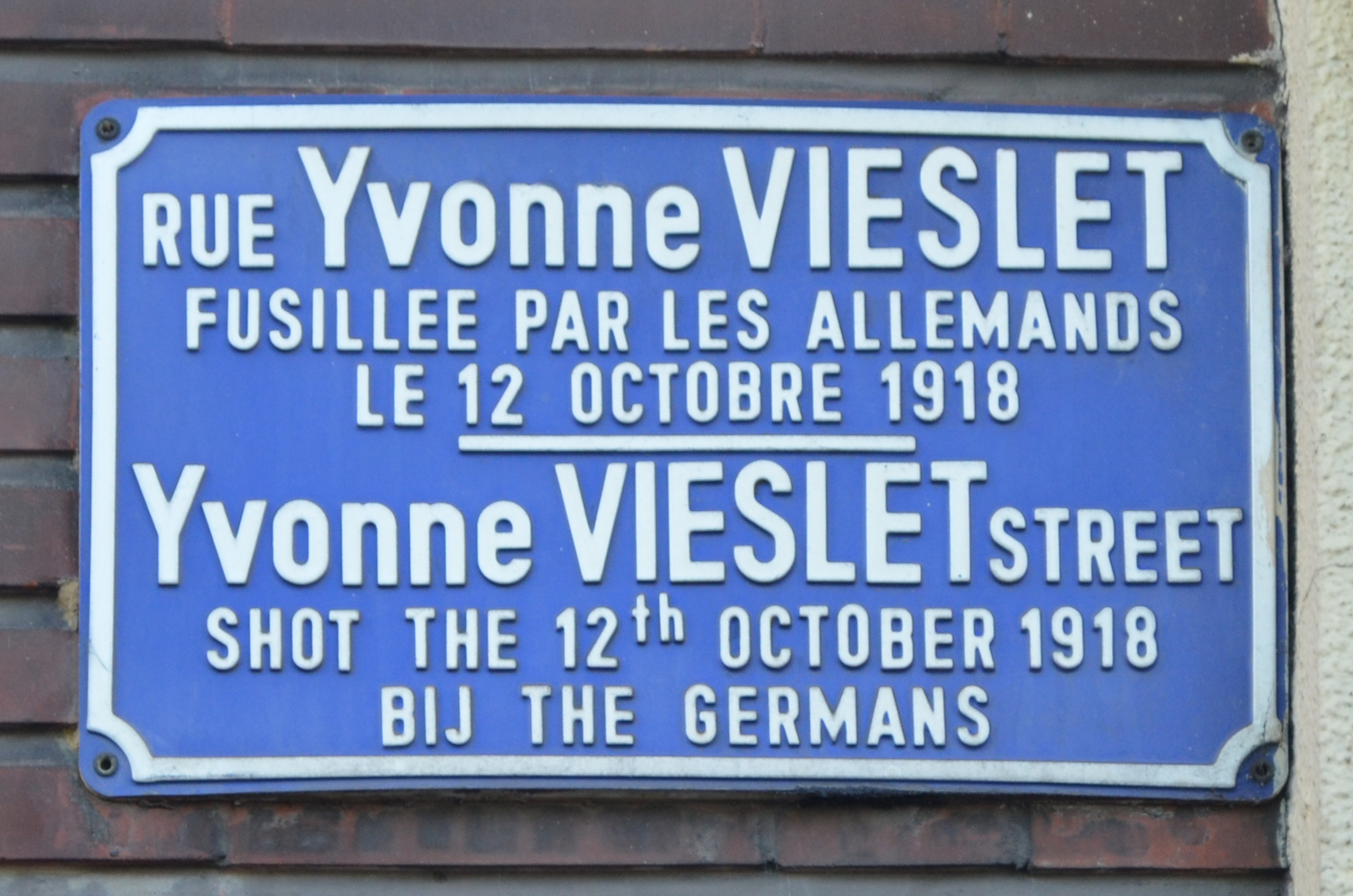
Plaque de la rue Yvonne Vieslet à Marchienne-au-Pont (actuellement rue Léo Darton).